# Gaspar de Molina y Oviedo
Gaspar de Molina y Oviedo (Mérida, 6 gennaio 1679 – Madrid, 30 agosto 1744) è stato un cardinale e vescovo cattolico spagnolo.

## Biografia
Nacque a Mérida, in Spagna, il 6 gennaio 1679.
Fu vescovo di Santiago di Cuba dal 1730 al 1731, vescovo di Barcellona dal 1731 al 1734 e vescovo di Malaga dal 1734 fino al 1744.
Papa Clemente XII lo elevò al rango di cardinale nel concistoro del 20 dicembre 1737.
Morì il 30 agosto 1744 all'età di 65 anni.

## Genealogia episcopale e successione apostolica
La genealogia episcopale è:
- Cardinale Scipione Rebiba
- Cardinale Giulio Antonio Santorio
- Cardinale Girolamo Bernerio, O.P.
- Arcivescovo Galeazzo Sanvitale
- Cardinale Ludovico Ludovisi
- Cardinale Luigi Caetani
- Cardinale Ulderico Carpegna
- Cardinale Paluzzo Paluzzi Altieri degli Albertoni
- Cardinale Francesco Acquaviva d'Aragona
- Cardinale Carlos Borja Centellas y Ponce de León
- Arcivescovo Luis de Salcedo y Azcona
- Cardinale Gaspar de Molina y Oviedo, O.E.S.A.

La successione apostolica è:
- Vescovo Felipe Aguado y Requejo (1734)
- Arcivescovo Bernardo Froilán Saavedra Sanjurjo (1736)
- Vescovo Ramón Francisco Agustín Eura, O.S.A. (1738)
- Vescovo Cayetano Benítez de Lugo, O.P. (1739)
- Arcivescovo Onésimo Salamanca Zaldívar (1740)
- Vescovo Gaspar de Molina y Rocha, O.S.A. (1741)
- Vescovo José Alcaraz y Belluga (1741)